# Lampranthus otzenianus
Lampranthus otzenianus är en isörtsväxtart som först beskrevs av Moritz Kurt Dinter, och fick sitt nu gällande namn av Hans Christian Friedrich. Lampranthus otzenianus ingår i släktet Lampranthus och familjen isörtsväxter. Inga underarter finns listade i Catalogue of Life.